# Proctarrelabis involvens
Proctarrelabis involvens är en insektsart som först beskrevs av Walker 1853.  Proctarrelabis involvens ingår i släktet Proctarrelabis och familjen fjärilsländor. Inga underarter finns listade i Catalogue of Life.